# Beernem
Beernem är en kommun i Belgien.   Den ligger i provinsen Västflandern och regionen Flandern, i den nordvästra delen av landet, 80 kilometer väster om huvudstaden Bryssel. Antalet invånare är 15 172.
Trakten runt Beernem består till största delen av jordbruksmark. Runt Beernem är det ganska tätbefolkat, med 199 invånare per kvadratkilometer.